# Ханс Хенрик Льойке
Ханс Хенрик Льойке е датски писател.

## Биография и творчество
Роден е в Копенхаген през 1964 г. Следва в Академията по изкуствата, работи и пътува в страните от Средиземноморието, Близкия изток и Африка.
Започва да пише след завръщането си в Дания. Става редактор на Nye Verdener and Cirkel Serien; сътрудничи на 64 SIDER. Понастоящем е член на датската Асоциация на писателите и съосновател на на датската Асоциация „Фантастика“. През януари 1999 г. Националната фондация за изкуства Statens Kunstfond му отпуска двегодишна писателска стипендия.
Официалният дебют на Льойке идва през 1996 г. с първия му роман „Шумът“ или „Støj“ (поставил началото на изключително успешна трилогия, чиято последна част ще бъде публикувана пред пролетта на 2007]] г, но негови разкази и статии се публикуват от 1989 г. Като специалист в жанра той все още пише за значими списания и ежедневници. Сред последните му творби се нареждат научнофантастичната история за известния филмов режисьор Томас Гисласон и изцяло коментираната и илюстрована от самия него селекция от НФ разкази на Ханс Кристиан Андерсен, излязла в Дания през април 2005 г. по случай 200-годишнината от рождението на обичания датски писател. Сборникът е публикуван и в САЩ. Предстои издаването на нова трилогия на Ханс Хенрик Льойке, както и на Hundrede Års Danske Science Fiction-Film – филмография, отразяваща 100-годишния период от създаването на първите датски научнофантастични филми и предвидена за публикация по време на юбилея през 2009 г.
Прозата на Льойке балансира на ръба на фантастичното с отправки към всекидневния реализъм, както и към далечните галактики. Издържана в език, обогатен с лирични тонове, историите му са живописни и богати, с рядка емоционална наситеност. Дълго преди завършването на първата му трилогия, европейските литературни критици се съгласяват, че Ханс Хенрик Льойке принадлежи към елита на датските писатели. Романът му „Мисия до Шамаим“ (Mission til Schamajim) е в официалния списък на трите най-добри научнофантастични романа на всички времена в кралството – работа, поставяна наравно с класическата литература.
Ханс Хенрик Льойке се самоопределя като „писател от новата вълна“. Интересува се от киберпънк и космическа опера. Литературен критик и теоретик на този жанр, той е създател на впечатляваща база данни за научната фантастика в Дания. Пише по проблемите на историята на науките и на технологиите. Обявен е за най-добрия литератор сред всички датски фантасти.
Номиниран е за най-добър европейски писател на научна фантастика за 2007 година.

## Произведения
- Støj (1996)
Шум, изд. „Делакорт“ (2011), прев. Росица Цветанова
- Mission til Schamajim (1999)
Мисия до Шамаим, изд. „Делакорт“ (2011), прев. Росица Цветанова
- Ingenmansland (2002) -  разкази и новели
Ничии земи, изд. „Делакорт“ (2011), прев. Росица Цветанова